# Bathypalaemonella hayashii
Bathypalaemonella hayashii is een garnalensoort uit de familie van de Bathypalaemonellidae. De wetenschappelijke naam van de soort is voor het eerst geldig gepubliceerd in 1995 door Komai.